# الهدية الحميدية
الهدية الحميدية أول معجم كردي[ ؟ ] - عربي وضعه يوسف ضياء الدين باشا الخالدي المقدسي (1848~ 1906) في عام 1892، كتب القاموس بالاحرف العربية، أثناء حرب العثمانيين  مع روسيا, نفي الخالدي مع آخرين, فوصل فلسطين ليصبح مرة أخرى رئيساً ليلدية القدس. وبعد سنوات من الصراعات الداخلية مع منافسيه في تقلد الوظائف سافر إلى فيينا مرة ثانية ليطبع هناك  ديوان الشاعر الجاهلي لبيد العامري, ليصبح ذلك الديوان مرجع المستشرق الألماني هوبر في نقل شعر لبيد إلى الألمانية[ ؟ ]. بعدها عاد إلى بلاده ليتنقل من بلدة إلى أخرى قاممقاماً حتى انتهى به المقام حوالي 1884 إلى بلدة موتكي الكردية في بدليس. هناك تعرف إلى اللغة الكردية التي يبدو من الواضح أنها استهوته فقام بعمله الخلاق وكتب قاموسه الهدية الحميدية في اللغة الكردية الذي حوى الآلاف من مفردات اللغة الكردية الأصيلة. وقد لقي القاموس بعد طبعه سنة 1892 في إسطنبول حفاوة كبيرة من لدن المثقفين الكرد, وقد كتب العديد منهم أشعاراً تؤرخ لصدور هذا القاموس وتمدح مؤلفه مما يدل على الفرحة العارمة التي غمرت قلوب أولئك الكرد وقد رؤوا مفردات لغتهم المهملة تضمها دفتا كتاب.
يرى البعض أن اسم القاموس, ويقصدون من ذلك نسبته إلى السلطان عبد الحميد (الهدية الحميدية), هو الذي يسره للطباعة والنشر في إسطنبول ، إلا أن البعض لايوافق هذا الرأي, لأن ذلك كان عادة متبعة وسنة قديمة في تأليف الكتب, مثل الحديقة الناصرية, نسبة إلى الشاه ناصر الدين القاجاري, والدرة النادرية نسبة إلى نادر شاه الأفشاري, ولو أراد هذا الرجل المتنفذ طبعه في فيينا لتمكن من ذلك دون حاجة إلى المداهنة والمناورة. وعلى كل حال فإنه قد أسدى إلى  المكتبة الكردية واللغة الكردية بشكل خاص معروفاً لا يمكن نسيانه مدى الزمن. اما بالنسبة للنقاش المحتدم حول أصله أهو كردي أم عربي, فالواضح مما تقدم من سيرته أنه فلسطيني ينتمي إلى عائلة عريقة مرموقة لم تدع النسب الكردي. احتفى به كثيرون من الكرد وغيرهم, واحتفت به الصحافة الأوروبية أيضاً.
و من الذين احتفوا بالكتاب وصاحبه, الشيخ عبد الرحمن ابن مفتي سيرت ومن أشهر علماء الكرد في عصره كما يقول محمد أمين زكي ويقول الشيخ عبد الرحمن في مدح يوسف ضياء الدين باشا من قصيدة له:

و يورد محمد أمين زكي ابياتا نسبها لمن سماه يوسف ضياء افندي بن الشيخ حسن بن مصطفى مفتي سيرت  ويقول مؤرخا لصدور القاموس:

المصراع الثاني من البيت الأخير أملى الكتاب ابن الخليل أديبا، يوافق وفق حساب الجمل الأبجدي تماماً العام الف وثلاثمئة وعشرة للهجرة الموافق للعام الميلادي 1892, 1893, وهو العام الذي اكده الدكتور محمد مكري في مقدمة القاموس دون أن يحيل القارئ إلى مصدر معين.
في الحين الذي كان أعلام الكرد يشكرونه على خدمته الجليلة للغتهم الكردية المهملة, كان هو يشكر بدوره القنصل الروسي في سوريا وفلسطين على مساعدته بنشر قاموس الهدية الحميدية. ولا يبدو من الرسالة التي أرسلها للقنصل كيف ساعده القنصل بذلك هل أخذ القنصل نسخاً من الكتاب وأودعها في أرشيف المكتبة الشهيرة في بطرسبرورغ مثلاً.